# Campeonato de Fútbol Femenino de Primera División A 2017-18 (Argentina)
El Campeonato de Fútbol Femenino de Primera División A 2017-18 fue el cuadragésimo torneo de la Primera División del Fútbol Femenino de Argentina. Estuvo organizado por la Asociación del Fútbol Argentino (AFA) que en esta edición aumentó la cantidad de equipos y modificó el formato de disputa tradicional buscando que todos los equipos sigan en competencia hasta las últimas fechas.
Comenzó el 19 de agosto de 2017 y terminó el 22 de julio de 2018 por el receso de la Copa América Femenina 2018. 
UAI Urquiza se proclamó campeón después de haber terminado primero en la tabla de posiciones y haber ganando la Copa de Oro venciendo en la final de ida y vuelta a Boca Juniors por 5:2 en el marcador global convirtiéndose así en el campeón definitivo del torneo, clasificándose de esta manera a la Copa Libertadores Femenina 2018. Por primera vez se contó con la televisación de un canal de noticias (Crónica TV) en directo de manera gratuita para todo el país. A cargo de las transmisiones estuvo Carlos Zinovich (relatos), acompañado por Diego Alvarenga (comentarios), Belén Plesky y Nicolás Valado (campo de juego). Los partidos se transmitían en vivo los días domingos a las 15 horas (Argentina) y tenían muy buena aceptación en el público, siendo reflejada esta situación en los números de rating. En varias oportunidades lideró su franja horaria, siendo una situación curiosa al ser un canal exclusivamente de noticias. 

## Ascensos y descensos
| Pos. | Equipos ascendidos de la segunda división 2016-17 |
| ---- | ------------------------------------------------- |
| 1.º  | Deportivo Morón                                   |
| 2.°  | Excursionistas                                    |
| 3.°  | Hebraica                                          |

| Pos. | Equipos descendidos en la temporada 2016-17 |
| ---- | ------------------------------------------- |
| 12.º | Independiente                               |

De esta manera, el número de participantes aumentó a 14.

## Sistema de disputa
La primera parte del torneo llamada Fase Clasificatoria fue una competición de todos contra todos, de ida y vuelta.
Los dos primeros puestos clasificaron a las semifinales de la Copa de Oro. Del tercero al sexto clasificaron a la fase preliminar de dicha Copa. El ganador de la copa de oro es el campeón del torneo y se clasifica a la Copa Libertadores Femenina 2018.
El séptimo y octavo puesto clasificaron a las semifinales de la Copa de Plata, mientras que del noveno al decimosegundo clasificarán a la fase preliminar. El vencedor se proclama ganador de la Copa de Plata de la temporada.
El último equipo de la tabla descendió a la segunda división.

## Equipos participantes
| Equipo                  | Ciudad        |
| ----------------------- | ------------- |
| Atlanta                 | Buenos Aires  |
| Boca Juniors            | Buenos Aires  |
| El Porvenir             | Gerli         |
| Deportivo Morón         | Morón         |
| Estudiantes de La Plata | La Plata      |
| Huracán                 | Buenos Aires  |
| Excursionistas          | Buenos Aires  |
| Hebraica                | Pilar         |
| Platense                | Vicente López |
| River Plate             | Buenos Aires  |
| San Lorenzo             | Buenos Aires  |
| UAI Urquiza             | Villa Lynch   |
| UBA                     | Buenos Aires  |
| Villa San Carlos        | Berisso       |

### Distribución geográfica de los equipos
| Región                 | Cant. | Equipos                                                                        |
| ---------------------- | ----- | ------------------------------------------------------------------------------ |
| Ciudad de Buenos Aires | 7     | Atlanta, Boca Juniors, Excursionistas, Huracán, River Plate, San Lorenzo y UBA |
| Conurbano bonaerense   | 5     | Deportivo Morón, El Porvenir, Hebraica, Platense y UAI Urquiza                 |
| Gran La Plata          | 2     | Estudiantes y Villa San Carlos                                                 |

## Fase Clasificatoria

### Tabla de posiciones final
| Pos. | Equipo           | Pts. | PJ | PG | PE | PP | GF  | GC  | Dif. |
| ---- | ---------------- | ---- | -- | -- | -- | -- | --- | --- | ---- |
| 01.º | UAI Urquiza      | 75   | 26 | 25 | 0  | 1  | 142 | 13  | 129  |
| 02.º | Boca Juniors     | 73   | 26 | 24 | 1  | 1  | 102 | 9   | 93   |
| 03.º | River Plate      | 65   | 26 | 21 | 2  | 3  | 100 | 16  | 84   |
| 04.º | San Lorenzo      | 55   | 26 | 18 | 1  | 7  | 88  | 30  | 58   |
| 05.º | UBA              | 42   | 26 | 13 | 3  | 10 | 41  | 46  | −5   |
| 06.º | Platense         | 42   | 26 | 13 | 3  | 10 | 41  | 48  | −7   |
| 07.º | Excursionistas   | 31   | 26 | 9  | 4  | 13 | 35  | 76  | −41  |
| 08.º | Villa San Carlos | 30   | 26 | 9  | 3  | 14 | 31  | 62  | −31  |
| 09.º | Huracán          | 30   | 26 | 9  | 3  | 14 | 27  | 58  | −31  |
| 10.º | Estudiantes (LP) | 28   | 26 | 8  | 4  | 14 | 28  | 48  | −20  |
| 11.º | Atlanta          | 20   | 26 | 6  | 2  | 18 | 24  | 53  | −29  |
| 12.º | Deportivo Morón  | 19   | 26 | 6  | 1  | 19 | 19  | 82  | −63  |
| 13.º | El Porvenir      | 15   | 26 | 5  | 0  | 21 | 22  | 118 | −96  |
| 14.º | Hebraica         | 6    | 26 | 1  | 3  | 22 | 4   | 45  | −41  |

|  | Clasificados a las semifinales de la Copa de Oro.        |
|  | Clasificados a los cuartos de final de la Copa de Oro.   |
|  | Clasificados a las semifinales de la Copa de Plata.      |
|  | Clasificados a los cuartos de final de la Copa de Plata. |
|  | Descendido a la segunda división.                        |

## Copa de Oro
|  | Cuartos de final | Cuartos de final |             |   | Semifinales       | Semifinales       | Semifinales       | Semifinales       |  |              | Final          | Final          | Final          | Final          |  |
|  | 10 de junio      | 10 de junio      |             |   | 16 al 24 de junio | 16 al 24 de junio | 16 al 24 de junio | 16 al 24 de junio |  |              | 1 y 8 de julio | 1 y 8 de julio | 1 y 8 de julio | 1 y 8 de julio |  |
|  |                  |                  |             |   |                   |                   |                   |                   |  |              |                |                |                |                |  |
|  |                  |                  |             |   |                   |                   |                   |                   |  |              |                |                |                |                |  |
|  |                  |                  |             |   |                   |                   |                   |                   |  |              |                |                |                |                |  |
|  |                  |                  |             |   |                   |                   |                   |                   |  |              |                |                |                |                |  |
|  |                  |                  |             |   |                   |                   |                   |                   |  |              |                |                |                |                |  |
|  |                  | Boca Juniors     | 2           | 2 | 4                 |                   |                   |                   |  |              |                |                |                |                |  |
|  |                  |                  | 2           | 2 | 4                 |                   |                   |                   |  |              |                |                |                |                |  |
|  |                  |                  | San Lorenzo | 1 | 1                 | 2                 |                   |                   |  |              |                |                |                |                |  |
|  | San Lorenzo      | 6                | San Lorenzo | 1 | 1                 | 2                 |                   |                   |  |              |                |                |                |                |  |
|  | San Lorenzo      | 6                |             |   |                   |                   |                   |                   |  |              |                |                |                |                |  |
|  | UBA              | 1                |             |   |                   |                   |                   |                   |  |              |                |                |                |                |  |
|  | UBA              | 1                |             |   |                   |                   |                   |                   |  | Boca Juniors | 2              | 0              | 2              |                |  |
|  |                  |                  |             |   |                   |                   |                   |                   |  | Boca Juniors | 2              | 0              | 2              |                |  |
|  |                  |                  | UAI Urquiza | 1 | 4                 | 5                 |                   |                   |  |              |                |                |                |                |  |
|  |                  |                  | UAI Urquiza | 1 | 4                 | 5                 |                   |                   |  |              |                |                |                |                |  |
|  |                  |                  |             |   |                   |                   |                   |                   |  |              |                |                |                |                |  |
|  |                  |                  |             |   |                   |                   |                   |                   |  |              |                |                |                |                |  |
|  |                  | UAI Urquiza      | 1           | 3 | 4                 |                   |                   |                   |  |              |                |                |                |                |  |
|  |                  |                  | 1           | 3 | 4                 |                   |                   |                   |  |              |                |                |                |                |  |
|  |                  |                  | River Plate | 1 | 0                 | 1                 |                   |                   |  |              |                |                |                |                |  |
|  | River Plate      | 6                | River Plate | 1 | 0                 | 1                 |                   |                   |  |              |                |                |                |                |  |
|  | River Plate      | 6                |             |   |                   |                   |                   |                   |  |              |                |                |                |                |  |
|  | Platense         | 1                |             |   |                   |                   |                   |                   |  |              |                |                |                |                |  |
|  | Platense         | 1                |             |   |                   |                   |                   |                   |  |              |                |                |                |                |  |
|  |                  |                  |             |   |                   |                   |                   |                   |  |              |                |                |                |                |  |

- Los cruces de cuartos de final fueron definidos por sorteo.

## Copa de Plata
|  | Cuartos de final | Cuartos de final |                  |   | Semifinales               | Semifinales               | Semifinales               | Semifinales               |  |                  | Final            | Final            | Final            | Final            |  |
|  | 16 de junio      | 16 de junio      |                  |   | 24 de junio al 1 de julio | 24 de junio al 1 de julio | 24 de junio al 1 de julio | 24 de junio al 1 de julio |  |                  | 15 y 22 de julio | 15 y 22 de julio | 15 y 22 de julio | 15 y 22 de julio |  |
|  |                  |                  |                  |   |                           |                           |                           |                           |  |                  |                  |                  |                  |                  |  |
|  |                  |                  |                  |   |                           |                           |                           |                           |  |                  |                  |                  |                  |                  |  |
|  |                  |                  |                  |   |                           |                           |                           |                           |  |                  |                  |                  |                  |                  |  |
|  |                  |                  |                  |   |                           |                           |                           |                           |  |                  |                  |                  |                  |                  |  |
|  |                  |                  |                  |   |                           |                           |                           |                           |  |                  |                  |                  |                  |                  |  |
|  |                  | Villa San Carlos | 1                | 0 | 1                         |                           |                           |                           |  |                  |                  |                  |                  |                  |  |
|  |                  |                  | 1                | 0 | 1                         |                           |                           |                           |  |                  |                  |                  |                  |                  |  |
|  |                  |                  | Estudiantes (LP) | 1 | 1                         | 2                         |                           |                           |  |                  |                  |                  |                  |                  |  |
|  | Estudiantes (LP) | 3                | Estudiantes (LP) | 1 | 1                         | 2                         |                           |                           |  |                  |                  |                  |                  |                  |  |
|  | Estudiantes (LP) | 3                |                  |   |                           |                           |                           |                           |  |                  |                  |                  |                  |                  |  |
|  | Atlanta          | 2                |                  |   |                           |                           |                           |                           |  |                  |                  |                  |                  |                  |  |
|  | Atlanta          | 2                |                  |   |                           |                           |                           |                           |  | Estudiantes (LP) | 4                | 0                | 4                |                  |  |
|  |                  |                  |                  |   |                           |                           |                           |                           |  | Estudiantes (LP) | 4                | 0                | 4                |                  |  |
|  |                  |                  | Excursionistas   | 0 | 0                         | 0                         |                           |                           |  |                  |                  |                  |                  |                  |  |
|  |                  |                  | Excursionistas   | 0 | 0                         | 0                         |                           |                           |  |                  |                  |                  |                  |                  |  |
|  |                  |                  |                  |   |                           |                           |                           |                           |  |                  |                  |                  |                  |                  |  |
|  |                  |                  |                  |   |                           |                           |                           |                           |  |                  |                  |                  |                  |                  |  |
|  |                  | Excursionistas   | 1                | 0 | 1(4)                      |                           |                           |                           |  |                  |                  |                  |                  |                  |  |
|  |                  |                  | 1                | 0 | 1(4)                      |                           |                           |                           |  |                  |                  |                  |                  |                  |  |
|  |                  |                  | Huracán          | 1 | 0                         | 1(1)                      |                           |                           |  |                  |                  |                  |                  |                  |  |
|  | Huracán          | GP               | Huracán          | 1 | 0                         | 1(1)                      |                           |                           |  |                  |                  |                  |                  |                  |  |
|  | Huracán          | GP               |                  |   |                           |                           |                           |                           |  |                  |                  |                  |                  |                  |  |
|  | Deportivo Morón  | PP               |                  |   |                           |                           |                           |                           |  |                  |                  |                  |                  |                  |  |
|  | Deportivo Morón  | PP               |                  |   |                           |                           |                           |                           |  |                  |                  |                  |                  |                  |  |
|  |                  |                  |                  |   |                           |                           |                           |                           |  |                  |                  |                  |                  |                  |  |

Notas:
- Deportivo Morón no se presentó al partido, que se lo dio por ganado a Huracán.
- La final, programada para el 8 de julio, se suspendió debido a las malas condiciones de la cancha y se jugó el 15 de julio.

## Goleadoras
| Pos. | Jugadora             | Jugadora              | Equipo       | Goles |
| ---- | -------------------- | --------------------- | ------------ | ----- |
| 1.ª  | Bandera de Argentina | Mariana Larroquette   | UAI Urquiza  | 45    |
| 2.ª  | Bandera de Argentina | María Belén Potassa   | UAI Urquiza  | 36    |
| 3.ª  | Bandera de Uruguay   | Sindy Ramírez         | San Lorenzo  | 29    |
| 4.ª  | Bandera de Uruguay   | Carolina Birizamberri | River Plate  | 26    |
| 5.ª  | Bandera de Argentina | Lourdes Lezcano       | River Plate  | 17    |
| 5.ª  | Bandera de Argentina | Florencia Bonsegundo  | UAI Urquiza  | 17    |
| 6.ª  | Bandera de Argentina | Mariana Gaitán        | UAI Urquiza  | 16    |
| 6.ª  | Bandera de Argentina | Micaela Cabrera       | Boca Juniors | 16    |
| 7.ª  | Bandera de Argentina | Yamila Rodríguez      | Boca Juniors | 15    |
| 8.ª  | Bandera de Argentina | Lucía Martelli        | UBA          | 14    |

- Fuente: El Femenino[3]

## Descensos y ascensos
Al finalizar la temporada descendió la Sociedad Hebraica Argentina, que abandonó el campeonato. A la vez, se produjeron los ascensos de Independiente, Lanús y Racing Club respectivamente campeón, subcampeón y ganador del reducido del campeonato 2017-18 de la Segunda División Femenina. De esta manera, el número de participantes para el siguiente torneo aumento a 16.